# Oligosoma notosaurus
Oligosoma notosaurus је гмизавац из реда Squamata и фамилије Scincidae. 

## Угроженост
Ова врста није угрожена, и наведена је као последња брига јер има широко распрострањење.

## Распрострањење
Нови Зеланд је једино познато природно станиште врсте.

## Станиште
Врста Oligosoma notosaurus има станиште на копну.